# Ciudadela de Maguncia
La Ciudadela de Maguncia (en alemán: Zitadelle Mainz) es una fortaleza de traza italiana construida en 1660 en Maguncia, que formaba parte del conjunto de la fortaleza de Maguncia dentro de la Confederación Germánica.
El edificio barroco se construyó a partir de una abadía de la Orden de San Benito alrededor del año 1050. Fue residencia temporal de los príncipes electores de Maguncia, más tarde fortaleza de la Confederación Germánica. Tras el Tratado de Versalles de 1919 fue desmantelada por las tropas francesas. Formaba parte de un sistema militar de fuertes de la ciudad de Maguncia, llamado Festung Mainz (fortaleza de Maguncia).
Hoy en día es propiedad de la ciudad de Maguncia y alberga el museo histórico de la ciudad, el museo histórico de la fortaleza y varias dependencias administrativas.

## Galería

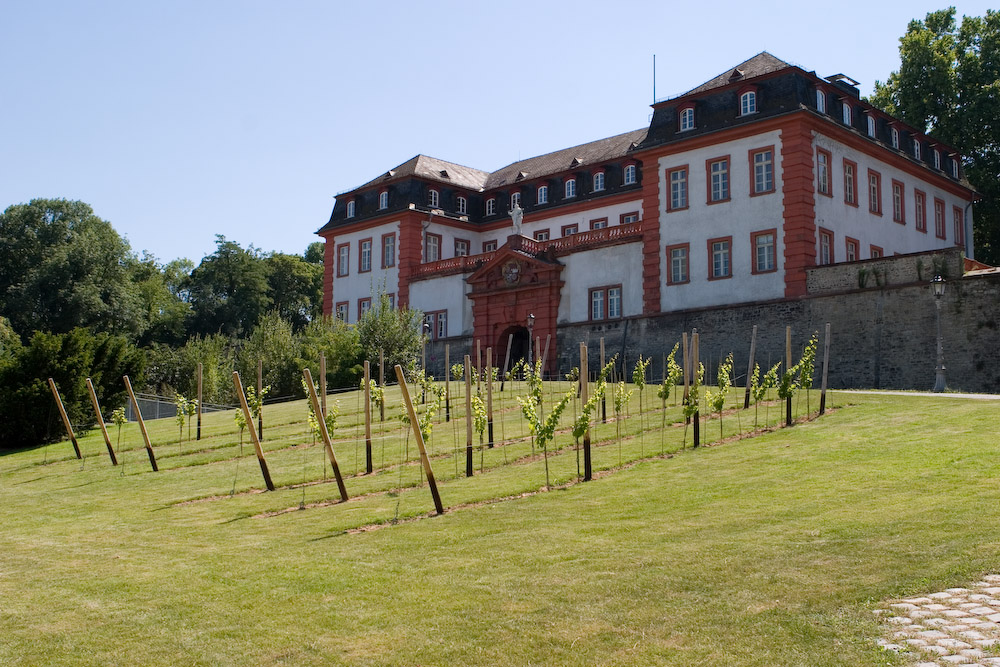
Ciudadela de Maguncia
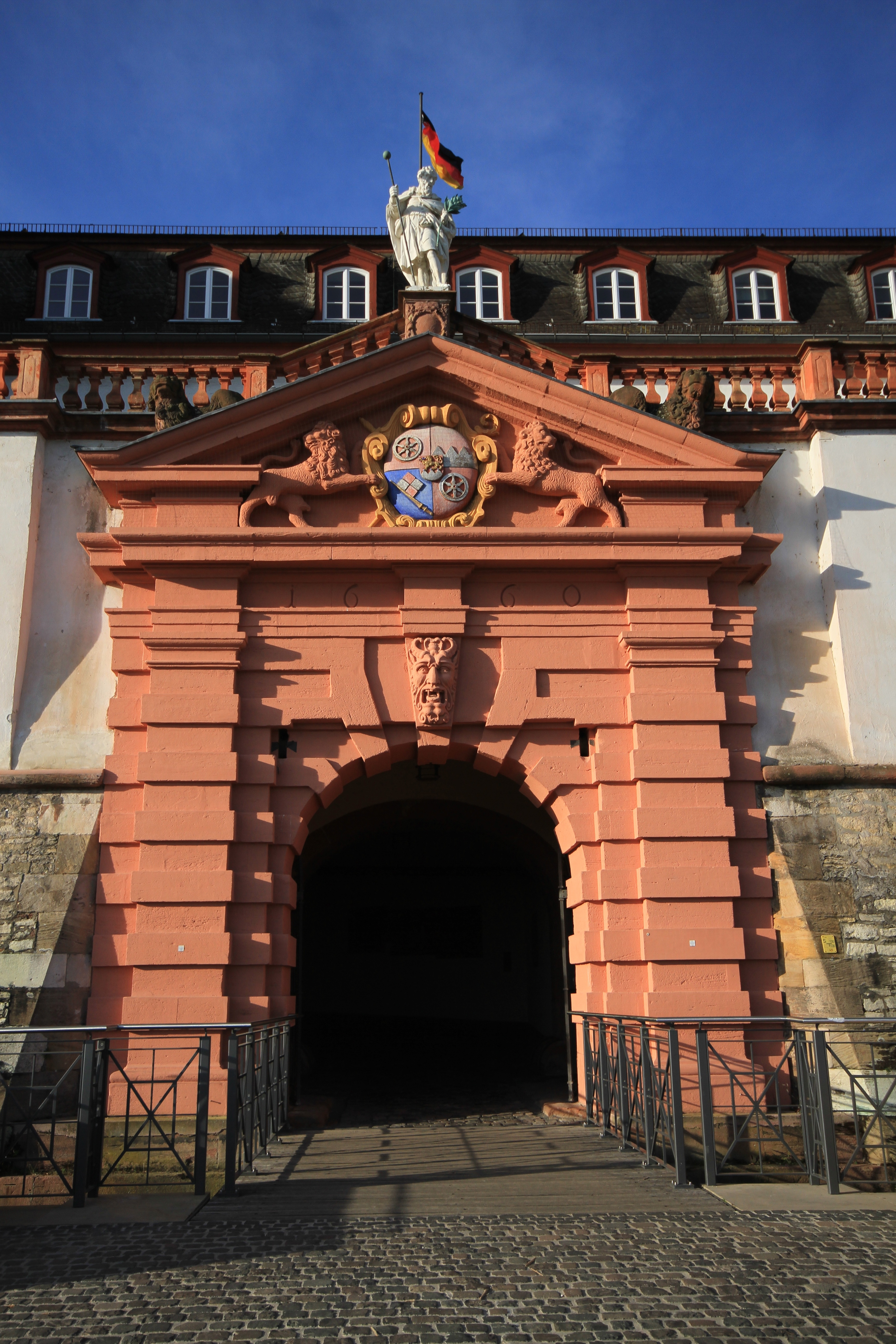
La puerta principal de la ciudadela, obra de Antonio Petrini (1660)
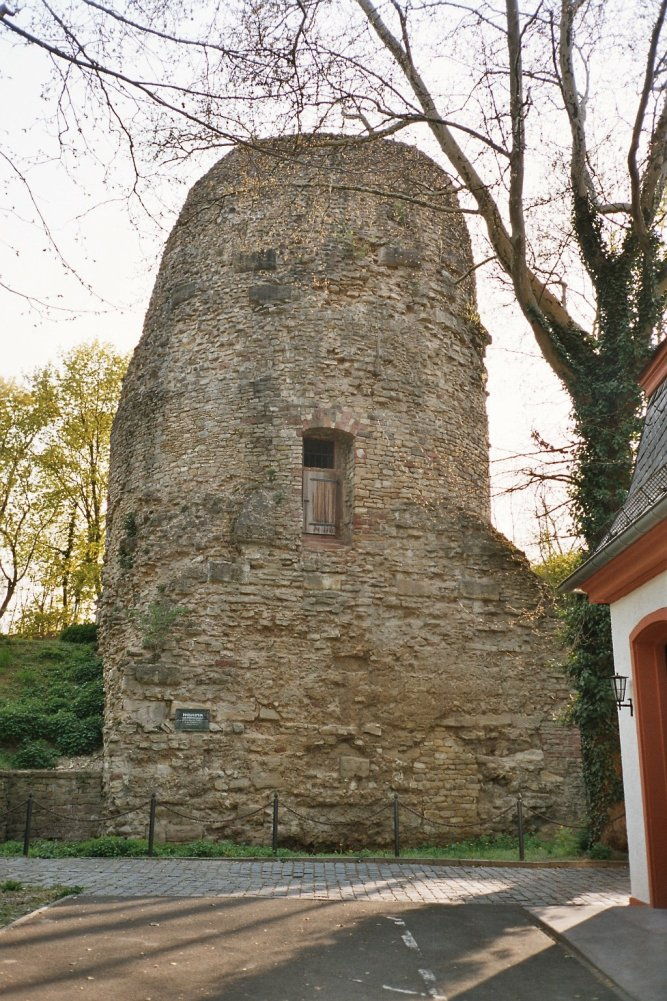
Cenotafio de Druso en la ciudadela